# Lukas Fridrikas
Lukas Fridrikas (30 dicembre 1997) è un calciatore austriaco, attaccante dell'Altach.

## Biografia
È figlio di Robertas, ex calciatore professionista e di Ausra, giocatrice di pallamano austriaca di origini lituane. Anche il suo fratellastro dal lato paterno, Mantas, è un calciatore professionista.

## Carriera
Cresciuto nei settori giovanili di Admira Wacker Mödling e Salisburgo, ha trascorso la prima parte di carriera nelle serie minori del calcio austriaco. Nel gennaio 2022 viene acquistato dall'Austria Klagenfurt, con cui ha esordito in Bundesliga il 13 febbraio, disputando l'incontro pareggiato per 2-2 contro il LASK. Nell'estate dello stesso anno, dopo aver giocato un incontro in coppa, viene ceduto all'Austria Lustenau, neopromosso in massima divisione.

## Statistiche

### Presenze e reti nei club
Statistiche aggiornate al 13 marzo 2023.
| Stagione                  | Squadra                   | Campionato                | Campionato | Campionato | Coppe nazionali | Coppe nazionali | Coppe nazionali | Coppe continentali | Coppe continentali | Coppe continentali | Altre coppe | Altre coppe | Altre coppe | Totale | Totale |
| Stagione                  | Squadra                   | Comp                      | Pres       | Reti       | Comp            | Pres            | Reti            | Comp               | Pres               | Reti               | Comp        | Pres        | Reti        | Pres   | Reti   |
| ------------------------- | ------------------------- | ------------------------- | ---------- | ---------- | --------------- | --------------- | --------------- | ------------------ | ------------------ | ------------------ | ----------- | ----------- | ----------- | ------ | ------ |
| 2015-2016                 | Anif                      | RL                        | 18         | 3          |                 | -               | -               |                    | -                  | -                  |             | -           | -           | 18     | 3      |
| 2016-gen. 2017            | Seekirchen                | RL                        | 17         | 15         |                 | -               | -               |                    | -                  | -                  |             | -           | -           | 17     | 15     |
| gen.-giu. 2017            | Wiener Neustadt           | 1L                        | 4          | 0          | CA              | -               | -               |                    | -                  | -                  |             | -           | -           | 4      | 0      |
| 2017-gen. 2018            | Parndorf                  | RL                        | 9          | 1          | CA              | 2               | 0               |                    | -                  | -                  |             | -           | -           | 11     | 1      |
| gen.-giu. 2018            | Dornbirn                  | RL                        | 11         | 2          | CA              | -               | -               |                    | -                  | -                  |             | -           | -           | 11     | 2      |
| 2018-2019                 | Dornbirn                  | RL                        | 21         | 12         | CA              | 1               | 0               |                    | -                  | -                  |             | -           | -           | 22     | 12     |
| 2019-2020                 | Dornbirn                  | 1L                        | 27         | 13         | CA              | 2               | 0               |                    | -                  | -                  |             | -           | -           | 29     | 13     |
| 2020-gen. 2021            | Dornbirn                  | 1L                        | 13         | 6          | CA              | 0               | 0               |                    | -                  | -                  |             | -           | -           | 13     | 6      |
| Totale Dornbirn           | Totale Dornbirn           | Totale Dornbirn           | 72         | 33         |                 | 3               | 0               |                    | -                  | -                  |             | -           | -           | 75     | 33     |
| gen.-giu. 2021            | Wacker Innsbruck          | 1L                        | 15         | 6          | CA              | -               | -               |                    | -                  | -                  |             | -           | -           | 15     | 6      |
| 2021-gen. 2022            | Wacker Innsbruck          | 1L                        | 11         | 1          | CA              | 2               | 1               |                    | -                  | -                  |             | -           | -           | 13     | 2      |
| Totale Wacker Innsbruck   | Totale Wacker Innsbruck   | Totale Wacker Innsbruck   | 26         | 7          |                 | 2               | 1               |                    | -                  | -                  |             | -           | -           | 28     | 8      |
| gen.-giu. 2022            | Austria Klagenfurt        | BL                        | 6          | 0          | CA              | 1               | 0               |                    | -                  | -                  |             | -           | -           | 7      | 0      |
| lug. 2022                 | Austria Klagenfurt        | BL                        | -          | -          | CA              | 1               | 0               |                    | -                  | -                  |             | -           | -           | 1      | 0      |
| Totale Austria Klagenfurt | Totale Austria Klagenfurt | Totale Austria Klagenfurt | 6          | 0          |                 | 2               | 0               |                    | -                  | -                  |             | -           | -           | 8      | 0      |
| 2022-2023                 | Austria Lustenau          | BL                        | 19         | 4          | CA              | 1               | 0               |                    | -                  | -                  |             | -           | -           | 20     | 4      |
| Totale carriera           | Totale carriera           | Totale carriera           | 171        | 63         |                 | 10              | 1               |                    | -                  | -                  |             | -           | -           | 181    | 64     |

## Palmarès

### Club

#### Competizioni nazionali
- Fußball-Regionalliga: 1

Dornbirn: 2018-2019 (girone Ovest)